# むらた雅彦
むらた 雅彦（むらた まさひこ、8月8日 - ）は、日本の男性アニメーター、アニメ演出家・監督。埼玉県出身。本名および旧名義は村田 雅彦（読み同じ）。

## 来歴・人物
シャフトがグロス請けを開始した80年代前半に入社。90年代後半まで所属した。その後、グループ・タックを経てフリーに。 
かつては劇場版や外伝の監督など『NARUTO -ナルト-』関係が中心した。その他GAINAX作品への参加も多い。

## 参加作品

### テレビアニメ
1982年
- 一ツ星家のウルトラ婆さん（1982年 - 1983年、動画）

1983年
- パソコントラベル探偵団（動画）
- ピュア島の仲間たち（作画）

1984年
- アタッカーYOU!（1984年 - 1985年、原画）

1987年
- 陽あたり良好!（1987年 - 1988年、原画）

1992年
- ヤダモン（1992年 - 1993年、絵コンテ・演出・作画監督・原画）

1993年
- ともだちでいようね（原画）
- ジャングルの王者ターちゃん（1993年 - 1994年、作画監督・原画）

1994年
- 3丁目のタマ うちのタマ知りませんか?（第2期、絵コンテ・演出・作画監督・OP作画・ED作画）

1995年
- 十二戦支 爆烈エトレンジャー（1995年 - 1996年、演出・作画監督）

1997年
- ネクスト戦記EHRGEIZ（演出）
- HARELUYA II BØY（作画監督）
- バトルアスリーテス大運動会（1997年 - 1998年、演出・作画監督）
- はれときどきぶた（1997年 - 1998年、作画監督）
- 深海伝説MEREMANOID（1997年 - 1998年、作画監督)

1998年
- AWOL -Absent Without Leave-（演出）
- 南海奇皇（1998年 - 1999年、絵コンテ・演出）
- 浦安鉄筋家族（演出）
- serial experiments lain（絵コンテ・演出）

1999年
- 十兵衛ちゃん -ラブリー眼帯の秘密-（演出）
- 宇宙海賊ミトの大冒険（絵コンテ・演出）
- パワーストーン（演出）
- 宇宙海賊ミトの大冒険 2人の女王様（絵コンテ・演出）
- レレレの天才バカボン（1999年 - 2000年、絵コンテ・演出）

2000年
- ブギーポップは笑わない Boogiepop Phantom（絵コンテ・演出）
- 幻想魔伝 最遊記（2000年 - 2001年、絵コンテ・演出）
- 風まかせ月影蘭（絵コンテ・演出）

2001年
- 爆転シュート ベイブレード（演出）

2002年
- 東京アンダーグラウンド（絵コンテ）
- NARUTO -ナルト-（2002年 - 2007年、絵コンテ・演出・原画）

2003年
- ギルガメッシュ（2003年 - 2004年、監督・絵コンテ・演出・原画）

2005年
- JINKI:EXTEND（監督・絵コンテ・演出、OP絵コンテ・演出、ED絵コンテ・演出）
- UG☆アルティメットガール（演出）

2006年
- NIGHT HEAD GENESIS（絵コンテ）

2007年
- GR-GIANT ROBO-（監督・絵コンテ・演出）
- NARUTO -ナルト- 疾風伝（2007年 - 2017年、絵コンテ・演出・作画監督・原画、ED19絵コンテ・演出・作画監督・原画）

2008年
- 屍姫 赫（監督・絵コンテ・演出・原画、ED絵コンテ・演出）

2009年
- 屍姫 玄（監督・絵コンテ・演出・原画、ED1絵コンテ・演出、ED2絵コンテ・演出）

2010年
- はなまる幼稚園（10話ED絵コンテ・演出・作画）

2011年
- ダンタリアンの書架（絵コンテ・演出）

2012年
- NARUTO -ナルト- SD ロック・リーの青春フルパワー忍伝（2012年 - 2013年、監督（1話〜26話）・監修（第27話〜）・絵コンテ・演出・原画、OP1絵コンテ・演出、14話ED絵コンテ・演出、ED2絵コンテ・演出）

2014年
- ベイビーステップ（2014年 - 2015年、監督、絵コンテ・演出）

2016年
- 91Days（OP絵コンテ・演出・原画）

2017年
- ボールルームへようこそ（演出）
- パズドラクロス（絵コンテ・演出）

2018年
- つくもがみ貸します（監督・絵コンテ・演出、OP絵コンテ・演出・原画、ED絵コンテ・演出・原画）

2020年
- 神之塔 -Tower of God-（絵コンテ・演出・作画監督）

2021年
- 不滅のあなたへ（監督・絵コンテ・演出）

2022年
- ゴールデンカムイ（絵コンテ）

2023年
- スパイ教室（絵コンテ）
- め組の大吾 救国のオレンジ（監督・絵コンテ・演出・原画、ED絵コンテ・演出・原画）

### 劇場アニメ
1993年
- 3丁目のタマ おねがい!モモちゃんを捜して!!（キャラクターデザイン・作画監督）

1996年
- ルパン三世 DEAD OR ALIVE（作画監督）

2000年
- 風を見た少年 The Boy Who Saw The Wind（作画監督）

2001年
- 劇場版 幻想魔伝 最遊記 Requiem 選ばれざる者への鎮魂歌（絵コンテ・演出）

2009年
- 劇場版 NARUTO -ナルト- 疾風伝 火の意志を継ぐ者（監督・絵コンテ・演出・原画）

2010年
- 劇場版 NARUTO -ナルト- 疾風伝 ザ・ロストタワー（監督・絵コンテ・演出・原画）

2011年
- 劇場版 NARUTO -ナルト- ブラッド・プリズン（監督・絵コンテ・演出・原画）

2013年
- 攻殻機動隊ARISE  border:1 Ghost Pain（監督・絵コンテ）

### OVA
1988年
- マドンナ 炎のティーチャー（原画）

1989年
- マドンナ2 愛と青春のキック・オフ（原画）
- TAMA&FRIENDS 3丁目物語（作画監督・原画）

1995年
- アイドルプロジェクト（1995年 - 1997年、作画監督）

1996年
- 銀河英雄伝説（第三期：1996年 - 1997年、作画監督）

1998年
- 真ゲッターロボ 世界最後の日（演出・作画監督）

2000年
- エクスドライバー（絵コンテ・演出）

2001年
- マジンカイザー（監督・絵コンテ・演出、OP絵コンテ・演出）

2003年
- マジンカイザー 死闘!暗黒大将軍（監督・絵コンテ・演出）

2005年
- グローランサーIV（監督・絵コンテ）